# ستيفن راندولف
ستيفن راندولف (بالإنجليزية: Stephen Randolph)‏ هو لاعب كرة قاعدة أمريكي، ولد في 1 مايو 1974 في كادنا ‏ في اليابان.

## وصلات خارجية
- ستيفن راندولف على موقع دوري كرة القاعدة الرئيسي (الإنجليزية)
- ستيفن راندولف على موقع الدوري الياباني لكرة القاعدة (الإنجليزية)
- ستيفن راندولف على موقعبيزبول رفرنس.كوم (الدوري الرئيسي) (الإنجليزية)
- ستيفن راندولف على موقعبيزبول رفرنس.كوم (الدوري الثانوي) (الإنجليزية)
- ستيفن راندولف على موقع إي إس بي إن.كوم (أم.أل.بي) (الإنجليزية)
- ستيفن راندولف على موقع مشجعي الرسوم البيانية (الإنجليزية)